# Gol
|  | Denne artikel omhandler den norske kommune Gol. For at se artiklen om byen Gol i Norge, se Gol (by). |
Gol er en kommune i Buskerud fylke i Norge. 
Mod nord og øst grænser den til to kommuner i Innlandet, Nord-Aurdal i nord, og Sør-Aurdal i øst, i syd til Nes, og i vest til Ål og Hemsedal. 
Den var en del af  Viken fylke som blev etableret 1. januar 2020, men opløst fra 1. januar 2024.
Kommunen ligger omkring «Hallingdalskneet» og går  fra Trillhus ca. 11 km ovenfor «knæet» til Svenkerud ca. 8 km nedenfor. Kommunen omfatter også de nederste ca. 15 km af Hemsedalen og fjeldvidderne omkring.
Gol stavkirke er en stavkirke fra middelalderen som i 1884 blev flyttet Norsk Folkemuseum i Oslo. I Middelalderparken er der blandt andet opført en kopi af Gol stavkirke.
Gol er kendt for sine flotte hoteller og alpinanlæg.